# Anschlag in Suruç 2015
Der Anschlag in Suruç am 20. Juli 2015 war ein Selbstmordattentat in der türkischen Stadt Suruç, etwa zehn Kilometer von der syrischen  Grenze entfernt. Dabei starben 34 hauptsächlich junge Menschen und mindestens 76 wurden teils schwer verletzt.
Der Anschlag in Suruç gilt als Wendepunkt im Vorgehen der türkischen Regierung gegen den Islamischen Staat (IS), dem der Anschlag zugeschrieben wird.
Die PKK verübte nach dem Anschlag in Suruç mehrere, zum Teil tödliche Attentate auf türkische Polizisten und warf der türkischen Regierung vor, den IS verdeckt in dessen Kampf gegen die Teile Nordsyriens kontrollierenden YPG zu unterstützen.
Das türkische Militär griff nach dem Anschlag in Suruç und den Attentaten auf türkische Polizisten sowohl zum ersten Mal offen den IS, als auch erstmals seit drei Jahren Stellungen der PKK in den Bergen des Nordiraks an, wohin sich die PKK-Kämpfer nach dem nun gebrochenen Waffenstillstand von 2013 zurückgezogen hatten.

## Hintergrund und Vorgeschichte

### Bedeutung von Suruç für das umkämpfte und zerstörte Ain al-Arab
Suruç liegt in der Provinz Şanlıurfa und wird mehrheitlich von Kurden bewohnt. Im Bezirk Suruç befindet sich eines der größten Flüchtlingslager für syrische Menschen, die vor dem Krieg in Syrien flohen. In dem im Januar 2015 eröffneten Camp lebten zum Zeitpunkt des Anschlages 35.000 Flüchtlinge.
Das türkisch-kurdische Suruç gilt als „Schwesterstadt“ des nahe gelegenen syrisch-kurdischen Ain al-Arab (kurdisch: Kobanê oder Kobanî). Ain al-Arab liegt innerhalb des von der kurdischen PYD als „Westkurdistan“ (Rojava) beanspruchten nordsyrischen Territoriums, in dem infolge des Krieges in Syrien die Bildung eines zweiten kurdischen De-facto-Staates, ähnlich wie bereits zuvor im Nordirak, begonnen hat.
Mitte September 2014 hatten Einheiten des als terroristische Vereinigung eingestuften Islamischen Staates (IS) die kurdisch beherrschte Region und bald darauf die an der Grenze zur Türkei gelegene Stadt Ain al-Arab selbst angegriffen. Im unter kurdischer Kontrolle stehenden und besonders stark vom Krieg in Syrien betroffenen Suruç, dessen Bürgermeister von der als legaler Arm der PKK geltenden prokurdischen BDP gestellt wurden, war es zu dieser Zeit wiederholt zu Zusammenstößen zwischen Regierungsgegnern und türkischen Sicherheitskräften gekommen. Nach wochenlangem Kampf im Jahr 2014 war es den kurdischen Volksverteidigungseinheiten (YPG) gelungen, die Kämpfer des IS mit US-Luftunterstützung aus Ain al-Arab zu vertreiben. Während des Kampfes um Ain al-Arab gegen den IS war die syrische Stadt, deren Bevölkerung in die Türkei geflüchtet war, fast vollständig zerstört worden. So soll nach Angaben der PKK-nahen Co-Bürgermeisterin des HDP-regierten Suruç, Zühal Ekmez, bei der kurdischen Rückeroberung Ain al-Arabs auch die komplette Kanalisation funktionsunfähig geworden und die Infrastruktur zerstört worden sein. In den Wochen vor dem Anschlag waren Medienangaben zufolge die ersten Bewohner zurückgekehrt, doch hatte der IS wiederholt versucht, die Stadt einzunehmen. Im Juni 2015 hatten die IS-Extremisten erneut angegriffen, wobei Medienangaben zufolge 200 Menschen, vor allem Zivilisten, getötet worden waren.

### Rolle des Kulturzentrums und der HDP/SGDF beim Kampf und Wiederaufbau in Ain al-Arab
Das Amara-Kulturzentrum in Suruç wird von der kurdischen Stadtverwaltung betrieben. Im September 2014 war das Zentrum ein erster Anlaufpunkt für tausende Flüchtlinge, die in nur wenigen Tagen vor Kämpfen in Ain al-Arab nach Suruç flohen. Sie erhielten im Garten des Amara-Zentrums erste Versorgung, Essen und Unterkunft. Auch kurdische Kämpfer, die auf ihren Einsatz gegen den IS in Ain al-Arab warteten, hatten sich in der Vergangenheit im Kulturzentrum aufgehalten.
Im Juli 2015 versammelten sich einem Aufruf der sozialistischen Jugendorganisation Sosyalist Gençlik Dernekleri Federasyonu (Föderation der sozialistischen Jugendverbände der Türkei: SGDF) folgend Hunderte Aktivisten – überwiegend Studenten – aus Istanbul, Ankara, Diyarbakır und anderen Städten der Türkei im Amara-Kulturzentrum in Suruç, um nach Ain al-Arab zu reisen und beim Aufbau der Stadt zu helfen. Die SGDF, die in der Vergangenheit an linksgerichteten Demonstrationen in der ganzen Türkei – insbesondere während der „Gezi“-Proteste von 2013 – teilgenommen hatte, hatte vor dem Anschlag von Suruç auf Twitter erklärt: „Die Kinder von Gezi haben sich im Amara-Kulturzentrum von Suruç versammelt um nach Kobane zu gehen.“
Die SGDF gilt als eine Jugendorganisation der Ezilenlerin Sosyalist Partisi (Sozialistische Partei der Unterdrückten: ESP), einer marxistisch-leninistischen Partei, die sich selbst definiert als „eine militante revolutionäre sozialistische Partei, die für eine föderative Republik der Arbeiter in der Türkei und Nordkurdistan kämpft“. Die Organisationsstruktur der SGDF besteht vorwiegend aus Universitäts- und Highschool-Studenten. Die Dachorganisation des sozialistischen Jugendverbands ist Teil der HDP. Viele HDP-Funktionäre entstammen Medienangaben zufolge der SGDF. Aus der SGDF rekrutierten sich angeblich laut Spiegel auch Kämpfer gegen den IS. Mitglieder hatten in Ain al-Arab auf der Seite der kurdischen Truppen gekämpft.
Die SGDF hegt Sympathien für die kurdischen YPG. Die YPG gelten als militärischer Ableger der PKK in Syrien. Die PKK wird in der Türkei, den USA, Deutschland und anderen Ländern als Terrororganisation eingestuft. Durch den Kampf gegen den IS hatte die PKK im Jahr 2014 ihr Image verbessern können. Dabei war in den Hintergrund geraten, dass auch die PKK Mordanschläge als Mittel zur Durchsetzung ihrer Ziele verübte. Etwa eine Woche vor dem Anschlag von Suruç hatte die PKK ihren nach jahrzehntelangem Krieg 2013 begonnenen Waffenstillstand teilweise aufgekündigt.
In der Türkei werden neben der PKK auch die YPG als terroristische Organisation eingestuft. Wegen der organischen Verbindung mit der PKK sah die türkische Regierung in der PYD und ihrem bewaffneten Arm YPG als syrische Ableger der PKK beziehungsweise HPG langfristig eine größere Gefahr als im IS. Die eng mit der PKK verbundenen YPG hatten sich im Kampf gegen den IS zum wichtigsten Partner der von den USA geführten Koalition gegen den IS in Nordsyrien entwickelt und kontrollierten zum Zeitpunkt des Anschlags von Suruç die größten Teile der syrischen Grenze zur Türkei. Dort hatten  die PYD/YPG in drei Kantonen Selbstverwaltungen errichtet, während andere Kurden ihnen vorwarfen, die Macht zu monopolisieren.

### Türkisches Vorgehen gegen den IS und andere Dschihadistengruppen
Der IS hatte mehrfach damit gedroht, seinen Kampf auf die Türkei auszuweiten. Westliche Nachrichtendienste sahen in der Sorge vor Terroranschlägen einen der Gründe für die noch 2014 bestehende türkische Zurückhaltung gegenüber dem IS. Einige Zeit vor dem Anschlag hatten sich Anzeichen gehäuft, dass die türkische Regierung den IS in einer Weise in den Blickpunkt rückte, die sowohl in der Türkei als auch von internationalen Beobachtern wahrgenommen wurde. In den dem Anschlag vorangegangenen sechs Monaten wurden nach offiziellen Angaben mehr als 500 mutmaßliche IS-Anhänger in der Türkei festgenommen. In den Wochen vor dem Anschlag fanden Razzien gegen IS-Anhänger in der Türkei statt. Bei dem verstärkten Vorgehen gegen mutmaßliche Netzwerke des IS in der Türkei wurden Dutzende von Verdächtigen aus dem Umfeld des IS sowie der Nusra-Front festgenommen sowie einschlägige Websites gesperrt, die als Sprachrohr des IS und der al-Nusra-Front fungierten. Allein im Juli 2015 wurden nach offiziellen Angaben landesweit 21 „Terrorverdächtige“ bei Ermittlungen gegen Rekrutierungsnetzwerke gefasst. Unter den Städten, in denen bei Razzien etwa hundert Personen festgenommen wurden, hatte sich Medienangaben zufolge auch das wenige Kilometer vom Anschlagsort in Suruç entfernte Şanlıurfa befunden. Als Anfang Juli 2015 Soldaten und militärisches Gerät an der Grenze nach Syrien stationiert wurden, deutete das der Journalist Ruşen Çakır auf Grundlage eines Hintergrundgesprächs mit einem hohen Regierungsbeamten als erste offizielle Regierungsaktion gegen den IS.
Nach dem Anschlag in Suruç äußerte die türkische Regierung die Vermutung, dass der Anschlag Teil einer IS-Rachekampagne sein könnte, weil die türkischen Behörden verstärkt gegen die Extremisten vorgingen. Bereits während des Wahlkampfes Ende Mai 2015 war ein Bombenanschlag auf eine HDP-Kundgebung in Diyarbakır verübt worden, bei dem vier Menschen getötet wurden. Namentlich nicht genannte Sicherheitsexperten hatten der Tageszeitung Hürriyet gegenüber gesagt, die Anschläge hätten das Ziel, den Konflikt zwischen der türkischen Regierung und den Kurden weiter anzuheizen. Zugleich stecke dahinter auch die Botschaft an die türkische Führung, dass die Türkei zum Anschlagsziel werde, wenn sie die Operationen gegen den IS fortsetze.

## Anschlag

### Verlauf
Am 20. Juli 2015 zündete ein Selbstmordattentäter, gegen 12 Uhr Ortszeit, während einer Versammlung mit rund 300 vorwiegend jungen Menschen im Garten des Kulturzentrums in Suruç einen Sprengsatz. Dabei starben 32 Menschen. Erste Medienberichte sprachen von über 100 Verletzten. Spätere Angaben lokaler Krankenhäuser gegenüber der türkischen Presse gaben eine Anzahl von 76 teils schwer Verletzten an.
Vor der Versammlung soll der privaten Nachrichtenagentur DHA zufolge eine Pressekonferenz der türkischen sozialistischen Jugendorganisation stattgefunden haben, auf der unter anderem vom Wiederaufbau der bei Kämpfen gegen den Islamischer Staat stark zerstörten syrischen Stadt Ain al-Arab die Rede gewesen sein soll. Anderen Medienangaben zufolge soll die Bombe unmittelbar vor Beginn der Pressekonferenz detoniert sein.
Im zehn Kilometer von Suruç entfernten Ain al-Arab gab es offenbar kurze Zeit nach dem Anschlag in Suruç ebenfalls Explosionen.  Die aktivistische Syrische Beobachtungsstelle für Menschenrechte erklärte, die syrische Kurdenmiliz YPG sei mit einer Autobombe angegriffen worden. Zwei kurdische Kämpfer seien durch die Explosion getötet worden. Ein YPG-Sprecher dementierte diese Darstellung dagegen und gab an, es sei zu mehreren Explosionen bei der Beseitigung von Munition gekommen, die vom IS zurückgelassen worden sei.

### Ermittlungen und Angaben zur Täterschaft
Türkischen Regierungsangaben zufolge sollte die Tat mit „größter Wahrscheinlichkeit“ dem IS zuzuschreiben sein. Während Euronews am 21. Juli berichtet hatte, der IS habe sich für den Anschlag verantwortlich erklärt, hatten sich zu diesem Zeitpunkt nach anderen Medienangaben weder der IS noch andere militante Gruppen zu dem Anschlag bekannt.
Am 22. Juli hatten die türkischen Ermittler den Selbstmordattentäter identifiziert. Aus DNA-Analysen ging demnach hervor, dass es sich um einen 20-jährigen Türken aus der südöstlichen Provinz Adıyaman gehandelt habe, der als Salafist kurdischer Ethnie beschrieben wurde.
Laut einem Bericht der Tageszeitung Radikal hatte der Täter ein Studium abgebrochen und als Maler gearbeitet. Medienberichten zufolge soll er etwa sechs Monate vor dem Anschlag gemeinsam mit seinem Bruder ins Ausland gegangen und von seinen Eltern als vermisst gemeldet worden sein. Mehrere Monate soll er sich in Syrien aufgehalten haben, von wo er zurückgekehrt sei und den Anschlag verübt habe. Die türkische Regierung ging davon aus, dass er sich mit seinem Bruder dem IS in Syrien angeschlossen habe. Kurden aus der Türkei wie dem Irak kämpften zu diesem Zeitpunkt bereits seit langem nicht nur in den Reihen des syrischen PKK-Ablegers YPG, sondern auch in den Reihen des IS. Laut türkischen Medienberichten stand der Selbstmordattentäter auch in Verbindung mit dem Tatverdächtigen hinter dem Doppelanschlag auf eine kurdische Wahlkampfveranstaltung in Diyarbakır, der im Juni 2015 vier Tote und Hunderte von Verletzten gefordert hatte. Diese IS-Zelle in Adıyaman wird in den türkischen Medien als „Dokumacılar“ (deutsch: Weber) bezeichnet.

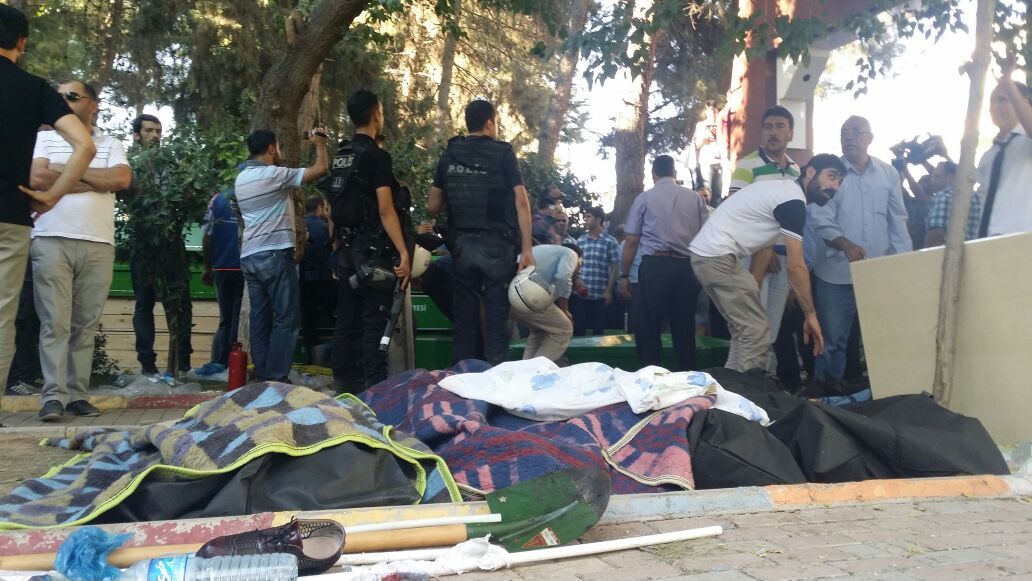
Polizei vor Ort.
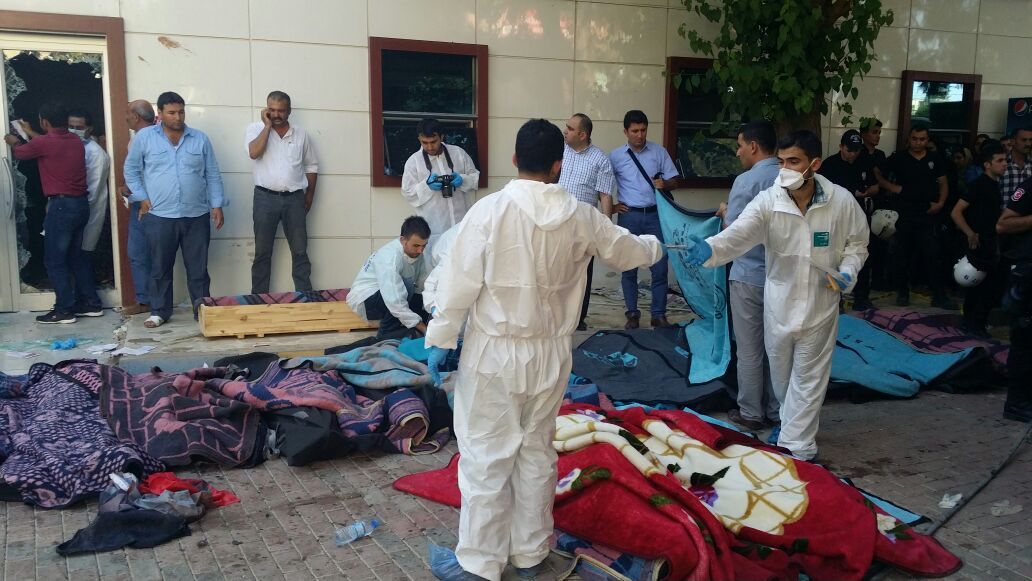
Forensische Experten nach dem Anschlag am Tatort in Suruç.
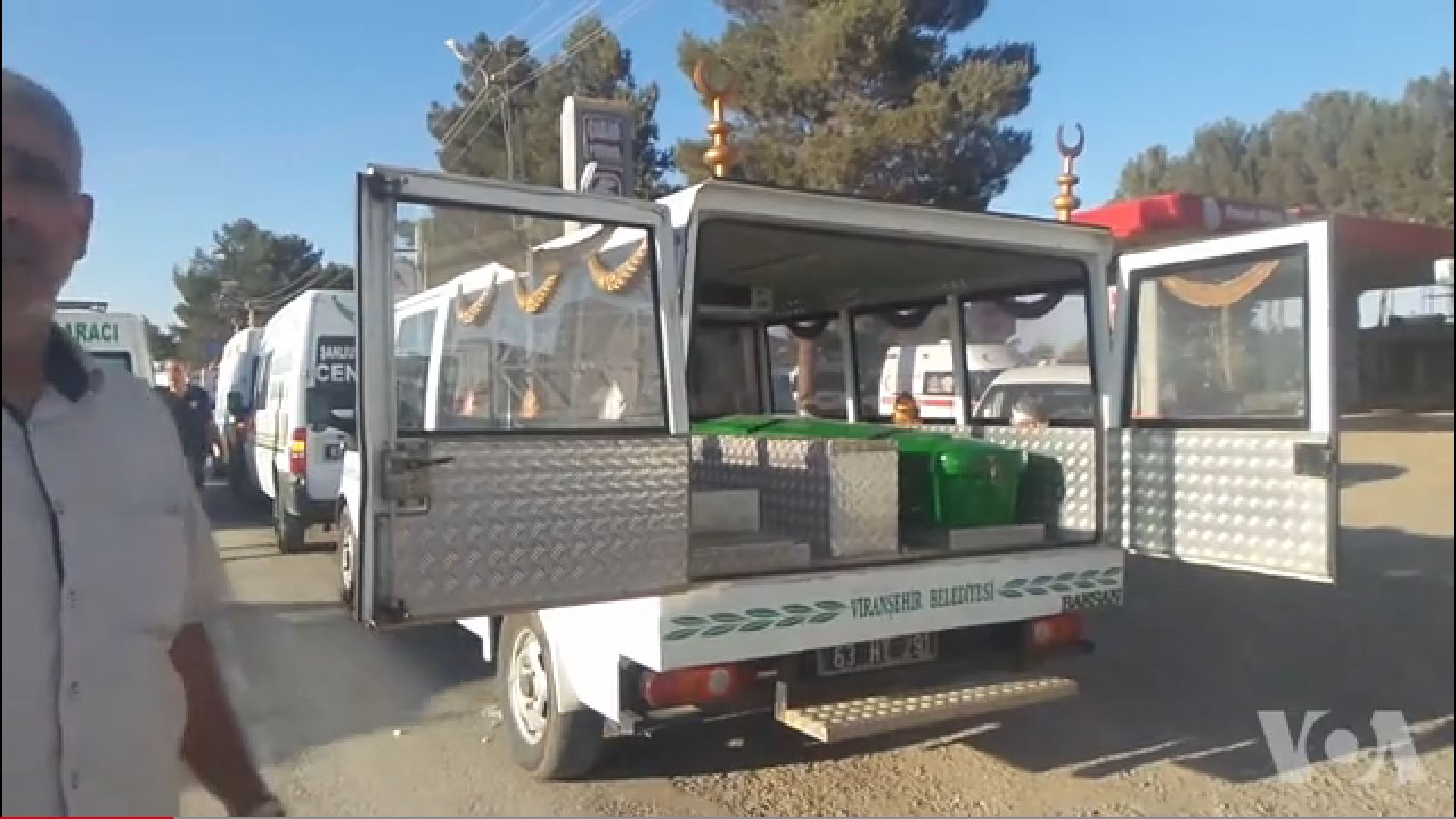
Särge wurden in Leichenwagen verstaut zum Abtransport
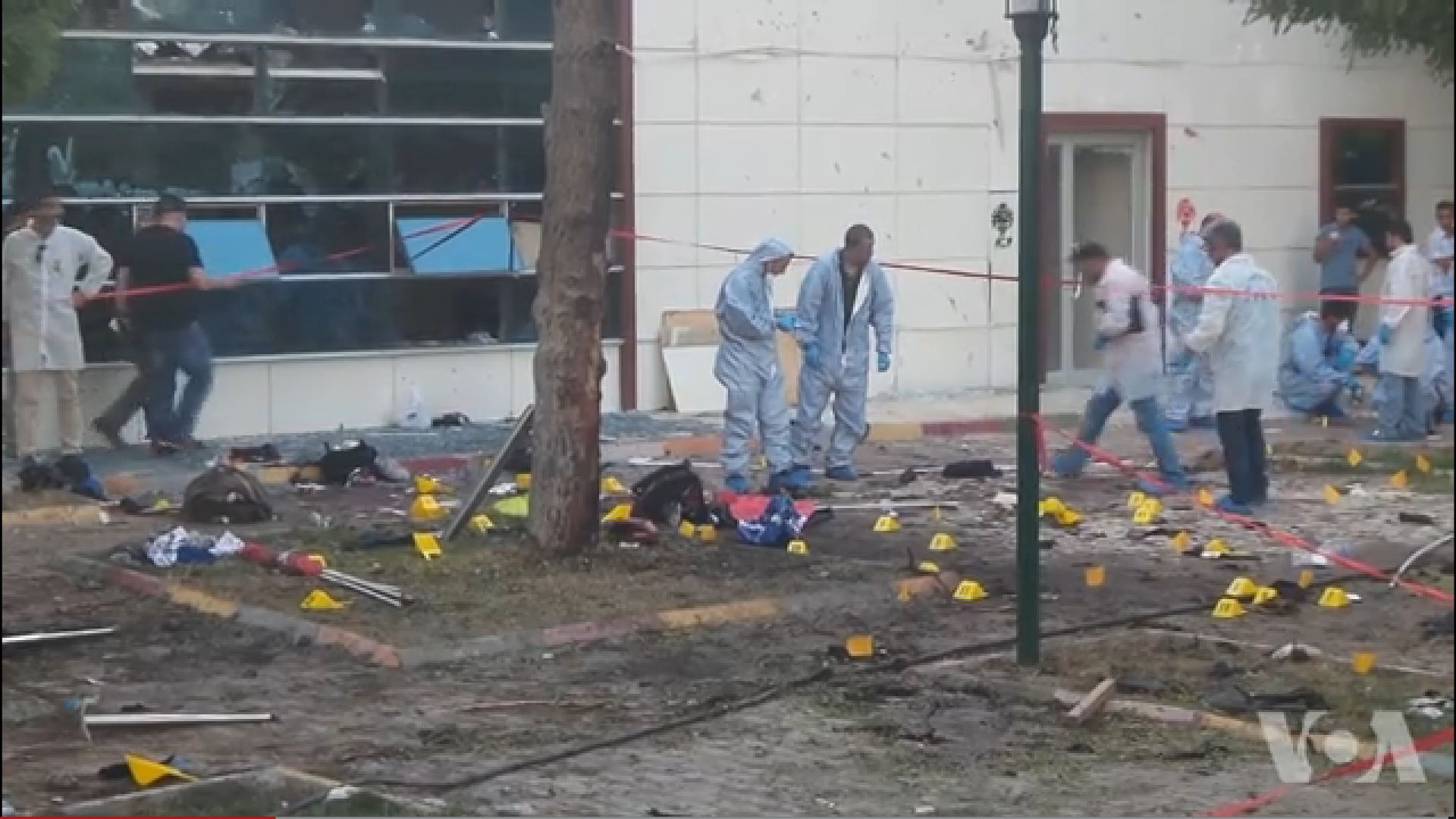
Spurensicherung am Tatort
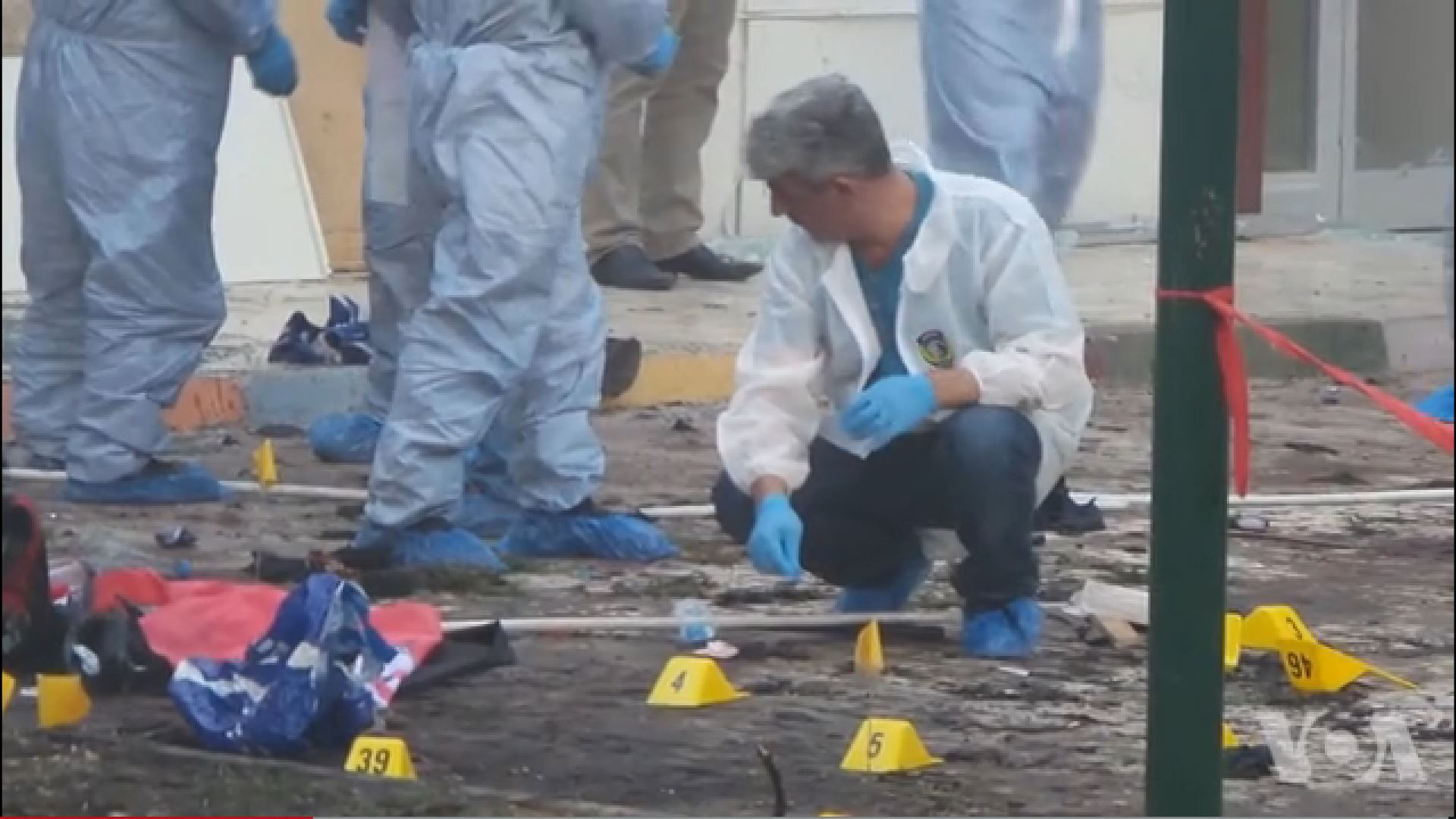
Mitarbeiter bei der Spurensicherung

### Angaben zu den Opfern
Bei und kurz nach dem Anschlag starben 32 Menschen. Spätere Angaben lokaler Krankenhäuser gegenüber der türkischen Presse gaben eine Anzahl von 76 teils schwer Verletzten an. Nach Angaben des örtlichen Gouverneurs hatten kurz nach dem Anschlag noch etwa 20 der Verletzten in Lebensgefahr geschwebt. Am 4. August erhöhte sich die Zahl der beim Anschlag Getöteten auf 33, am 14. August auf 34. Anfang August waren Medienangaben zufolge laut türkischem Ärzteverband Türk Tabipleri Birliği (TTB) 24 Schwerverletzte noch immer außerhalb der Provinz Şanlıurfa in Behandlung, während 26 Verletzte noch im Krankenhaus in Şanlıurfa waren, darunter ein Schwerverletzter.
Unter den 32 Personen, die durch den Anschlag von Suruç bis Ende Juli ihr Leben verloren, befand sich neben den anderen 31 türkischen Staatsbürgern auch der mutmaßliche Selbstmordattentäter des IS Medienangaben zufolge waren die meisten der Anschlagsopfer Studenten. Die meisten Opfer waren zudem junge sozialistische Freiwillige der SGDF, die sich in Suruç auf einen Hilfseinsatz im zerstörten Ain al-Arab vorbereiteten. Laut Angaben in der Jungen Welt wollten sie noch am selben Tag, dem dritten Jahrestag der als „Rojava-Revolution“ gefeierten Bildung von drei Selbstverwaltungskantonen im Nordosten Syriens, die zehn Kilometer entfernte Grenze überqueren und nach Ain al-Arab gehen.
Medienangaben zufolge war das jüngste der bis Ende Juli 31 Todesopfer 18 Jahre alt, das älteste 65. 14 der Getöteten waren Universitätsstudenten. Je zwei waren an der On Dokuz Mayıs Üniversitesi in Samsun, an der Harran Üniversitesi in Şanlıurfa, an der Kocaeli Üniversitesi in İzmit sowie an der Anadolu Üniversitesi in Eskişehir eingeschrieben. Je einer war an der Universität Istanbul, an der Universität Ankara, an der Mersin Üniversitesi, an der Mimar Sinan Üniversitesi, an der Arel Üniversitesi und an der Marmara-Universität in Istanbul eingeschrieben. Die Todesopfer waren Medienangaben zufolge: Koray Çapoğlu, Cebrail Günebakan, Hatice Ezgi Sadet, Uğur Özkan, Nartan Kılıç, Veysel Özdemir, Nazegül Boyraz, Kasım Deprem, Alper Sapan, Cemil Yıldız, Okan Pirinç, Ferdane Kılıç, Yunus Emre Şen, Çağdaş Aydın, Alican Vural, Osman Çiçek, Mücahit Erol, Medali Barutçu, Aydan Ezgi Salcı, Nazlı Akyürek, Serhat Devrim, Ece Dinç, Emrullah Akhamur, Murat Yurtgül, Erdal Bozkurt, İsmet Şeker, Süleyman Aksu, Büşra Mete, Duygu Tuna, Polen Ünlü, Nuray Koçan, Vatan Budak und Mert Cömert.
Zu den Getöteten zählten Medienangaben zufolge Mitglieder der ESP und der SYKP. Unter ihnen befanden sich unter anderem ein HDP-Kandidat für die Parlamentswahl am 7. Juni (der 65-jährige Cemil Yıldız), die Co-Vorsitzende der HDP für den Istanbuler Bezirk Maltepe (Duygu Tuna) und ein Ratsmitglied von Maltepe der CHP (die 55-jährige Nazegül Boyraz).
Ein unmittelbar nach dem Attentat aufgenommenes und im Internet verbreitetes Foto, das zwei verletzte Frauen bedeckt auf dem Boden liegend und einander die Hände haltend zeigt, wurde als ein „ikonenhaftes Bild“ (Deniz Yücel/Die Welt) und als „eines der Symbole“ (Today’s Zaman) des Anschlags beschrieben. Eine der Frauen überlebte die Tat trotz lebensgefährlicher Verletzungen und wurde in Medien als „Symbolfigur für die Überlebenden“ beschrieben. Je nach Quelle wurde sie als 27-jährige Kinderärztin (Hürriyet) oder als 26-jährige Grundschullehrerin (Die Welt) beschrieben. Die andere Frau verstarb. Es handelte sich Medienangaben zufolge um die 20-jährige Kunststudentin Hatice Ezgi Sadet aus Istanbul, von der ein kurzes Amateurvideo existiert, das die SGDF im Rahmen ihrer Ain al-Arab-Kampagne aufgenommen hatte und in denen Sadet sagt: „Die Revolution in Rojava ist eine Revolution der Frauen“, „Ich fahre dorthin, um beim Wiederaufbau zu helfen.“ Als sie von Istanbul die Reise nach Ain al-Arab angetreten hatte, hatte sie Medienangaben zufolge auf Instagram erklärt: „Wir gehen zur Revolution“. Sie war Medienangaben zufolge wie die je nach Quelle 20- oder 23-jährige Philosophiestudentin Polen Ünlü Aktivistin der prokurdisch-linken HDP. Medien betonten, dass die Familien sich entschlossen, die beiden eng befreundeten Anschlagsopfer nebeneinander auf einem Friedhof in Istanbul-Ümraniye beisetzen zu lassen, obwohl sie unterschiedlichen Konfessionen (sunnitisch und alevitisch) angehörten. Ihrer Beisetzung wohnten Tausende Menschen bei.

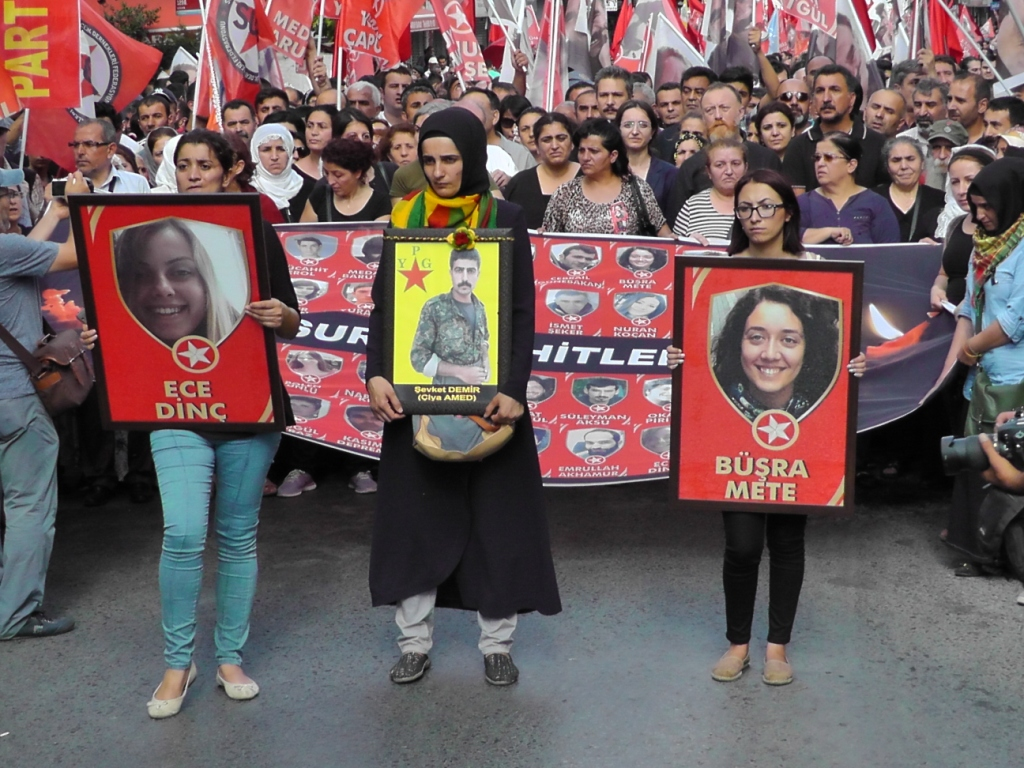
Porträts von Ece Dinç (links) und Büşra Mete (rechts) vor einem Transparent mit Porträts und Namen der „Suruç-Märtyrer“

Nach der Beerdigungszeremonie für die 19-jährige Ece Dinç in Istanbul, an der die HDP-Co-Vorsitzende Figen Yüksekdağ teilnahm, ging die Polizei Medienberichten zufolge mit Tränengas und Gummigeschossen gegen die Trauergemeinde vor. Einen Tag später war ihr Grab geschändet. Dinç hatte kurz vor ihrem Tod erfolgreich die Aufnahmeprüfung für das Studium der Politikwissenschaft an der Universität Istanbul abgelegt.
Die Bestattung der 23-jährigen Publizistikstudentin Büşra Mete fand in der Nacht unter Ausschluss der Öffentlichkeit statt. Ein Familienangehöriger erklärte, die Familie habe nicht gewollt, dass extremistische Gruppen die Trauer instrumentalisierten. Medienangaben zufolge wurde Metes Freund, der 28-jährige Çağdaş Küçükbattal (nach anderen Angaben: Çağdaş Battal), nach dem Anschlag von Suruç zur Behandlung auf die Intensivstation gebracht und überlebte, worauf ein Bild von ihm im Krankenhausbett in den Medien kursierte. Über Küçükbattal, der Medienberichten zufolge zuvor als Fotograf für die linke Nachrichtenagentur ETHA gearbeitet hatte, als ESP-Mitglied unter Hausarrest gestellt worden war und erfolglos für die HDP bei der Parlamentswahl kandidiert hatte, hatten bereits nach dem 31. Mai 2013 Medien berichtet, nachdem er während der Proteste in der Türkei 2013 von einer Tränengaspatrone im Auge getroffen wurde und trotz mehrerer Operationen als erster von rund einem Dutzend Menschen durch Tränengasbeschuss der Polizei ein Auge verloren hatte. Einige türkische Medien veröffentlichten nach dem Anschlag von Suruç ein altes Krankenhausfoto, an dem Büşra Mete als seine Freundin neben dem 2013 verletzten Küçükbattal stand.
Das älteste Opfer des Anschlags von Suruç war Medienangaben zufolge der 65-jährige İsmet Şeker, dessen Sohn Mustafa Can Şeker im Kampf um Kobanê bei einem Gefecht mit den IS-Milizen im Januar 2014 getötet worden und dessen Frau Zahide zwei Monate nach dem Tod ihres Sohnes gestorben war. Zur Begründung, warum sich İsmet Şeker der SGDF-Gruppe angeschlossen hatte, soll er nach Medienberichten gesagt haben: „Ich will den Platz sehen, wo mein Sohn hingegangen ist.“ Bei der Beerdigung der beiden Anschlagsopfer İsmet Şeker und Cemil Yıldız befand sich Medienangaben zufolge in den Reihen der Hunderte von Teilnehmern eine Reihe von Personen, die Kalaschnikow-Sturmgewehre und Pistolen trugen, von denen einer mit der Kalaschnikow mehrere Schüsse in die Luft abgefeuert habe. Şeker und Yıldız stammten ursprünglich aus dem Istanbuler Gazi-Viertel (im Distrikt Sultangazi), das als Hochburg der politisch Linken und als Rückzugsgebiet der linksterroristischen DHKP/C gilt. Dort lebten – traditionell eher links ausgerichtete – Aleviten und viele PKK-Anhänger. Es war der Stadtteil Istanbuls, aus dem 2014 die höchste Anzahl junger Kurden nach Ain al-Arab gegangen waren, um sich dem Kampf gegen den IS anzuschließen. Seit dem von Tausenden begleiteten und von maskierten und bewaffneten kurdischen Militanten flankierten Trauerzug für die drei beim Anschlag von Suruç getöteten Sozialisten soll es Anwohnern zufolge bis in den August allnächtlich zu Auseinandersetzungen zwischen der Polizei und Mitgliedern der Jugendorganisation der PKK gekommen sein.
Ein im Jahr 2014 in Adana aufgenommenes Foto eines anderen Opfers, des 24-jährigen Cebrail Günebakan, kursierte in türkischen Zeitungen und zeigte, wie Günebakan während einer Demonstration von einem Polizeibeamten angegriffen wurde. Das Foto wurde türkischen Medienberichten zufolge zu einem Symbol der Polizeigewalt in der Türkei.
Der Bestattungsfeier von Ferdane Kılıç und ihrem Sohn, Nartan Kılıç, die beide beim Anschlag gestorben waren, wohnten die beim Anschlag verletzte Tochter von Ferdane Kılıç und der HDP-Co-Vorsitzende Selahattin Demirtaş bei.
Am 4. August 2015 verstarb der beim Anschlag schwer verletzte, 22-jährige Aktivist Vatan Budak nach 16-tägiger klinischer Behandlung. Eine Woche vor seinem von der SGDF öffentlich verkündeten Tod hatten Ärzte ihn für hirntot erklärt. Budak hatte Granatsplitter in seinem Gehirn und war mit anderen Verletzten nach Istanbul gebracht worden.
Am 14. August 2015 erlag der beim Anschlag von Suruç verletzte und je nach Medienangabe 19- oder 22-jährige Aktivist Mert Cömert aus der Schwarzmeerregion seinen Verletzungen. Cömert war seit dem Anschlag auf einer Intensivstation in einem Krankenhaus in Şanlıurfa  behandelt worden. Seine Beerdigung sollte in seiner Heimatstadt Samsun erfolgen. Infolge des Anschlags von Suruç hatte Mert Cömert einige Bekanntheit erlangt, als unmittelbar vor seiner Abfahrt nach Suruç  erfolgte Beiträge in den Social Media veröffentlicht wurden, in denen Cömert sagte, er wolle die Schwarzmeerregion, die in der Türkei für traditionell anti-kurdische und nationalistisch türkische Stimmung bekannt ist, „auf eine gute Weise vertreten“.

## Unmittelbare Folgeereignisse

### Unruhen und Proteste
Nach dem Attentat kam es landesweit zu Protesten gegen die türkische Regierung, bei denen prokurdische Demonstranten die Regierung beschuldigten, zu lange im Kampf gegen den IS untätig gewesen zu sein. Es kam über zwei Nächte in Folge zu Auseinandersetzungen zwischen der Polizei und Demonstranten. In Istanbul, Ankara und in überwiegend von Kurden bewohnten Städten im Südosten kam es zu teilweise gewaltsamen Kundgebungen. Daraufhin verhängten die von der Regierung eingesetzten Gouverneure von Istanbul und Şanlıurfa am 20. Juli ein Demonstrationsverbot. Regierungsfeindliche Kundgebungen fanden insbesondere in den Istanbuler Bezirken Şişli und Kadıköy und in der überwiegend von Kurden bewohnten Stadt Nusaybin an der türkisch-syrischen Grenze statt. Die Polizei setzte dort teilweise Tränengas und Wasserwerfer ein.

Kundgebungen anlässlich des Anschlags (23. Juli 2015)
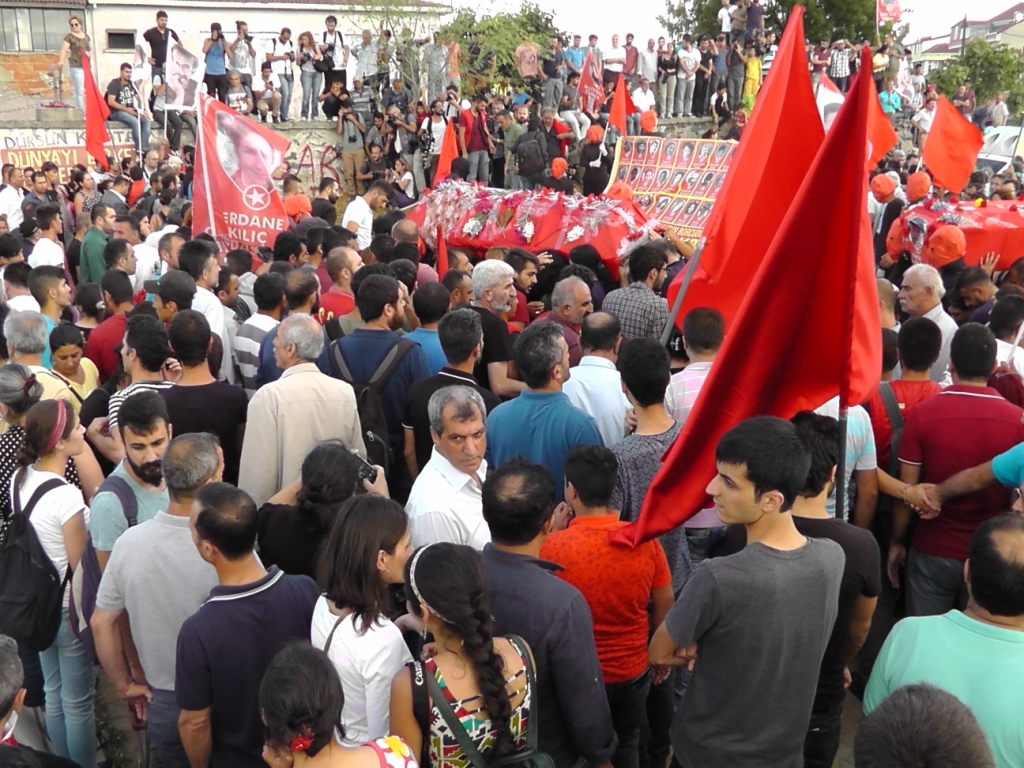
Kundgebungsteilnehmer mit rot eingeschlagenen Särgen, roten Fahnen und Bildern der Opfer
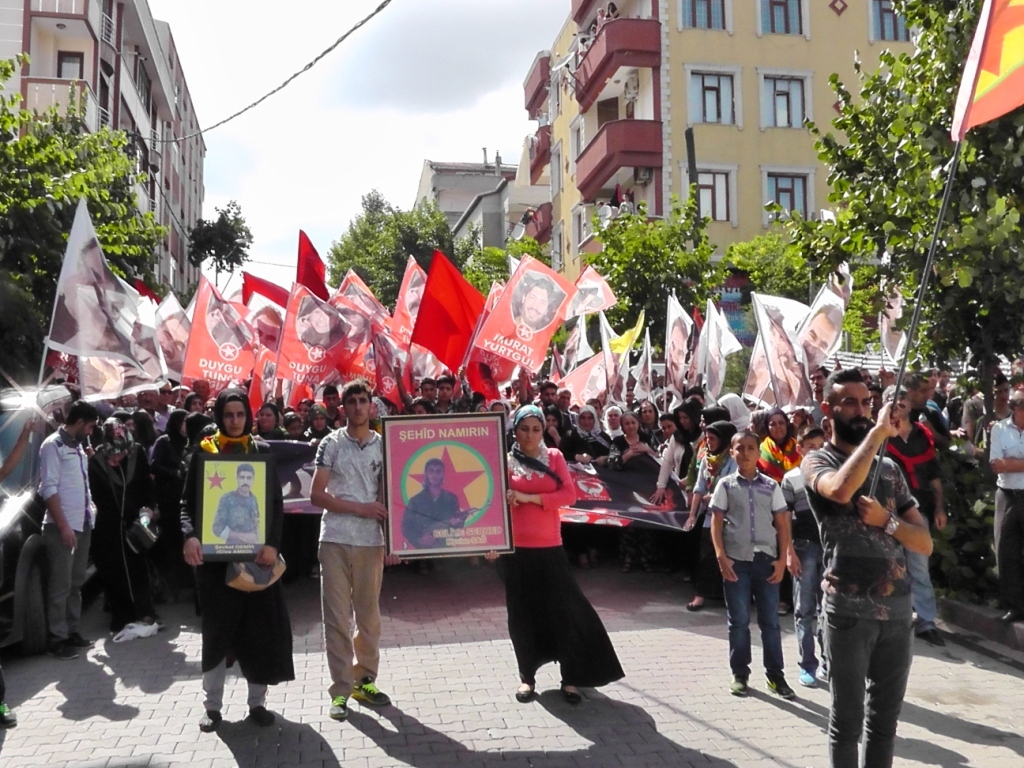
Bilder von Opfern und PKK- und YPG-„Märtyrern“
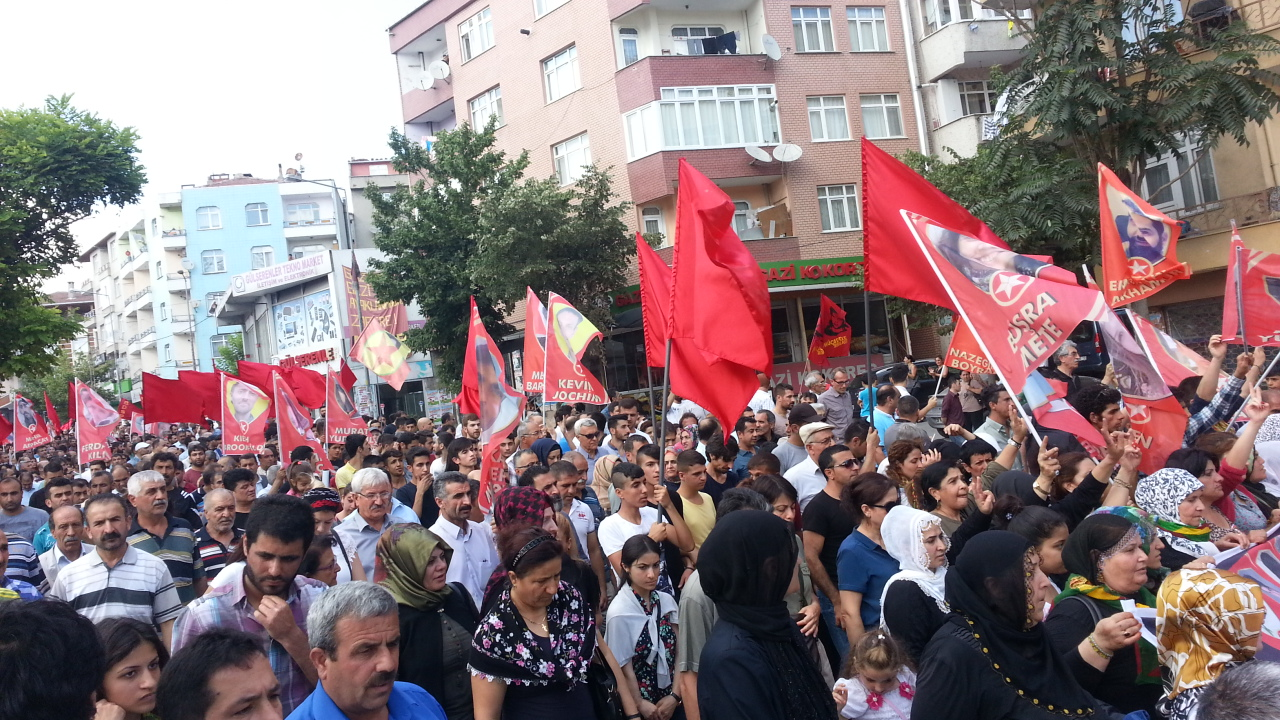
Fahnen mit Bildern von Opfern und YPG-„Märtyrern“ wie dem Deutschen Kevin Jochim
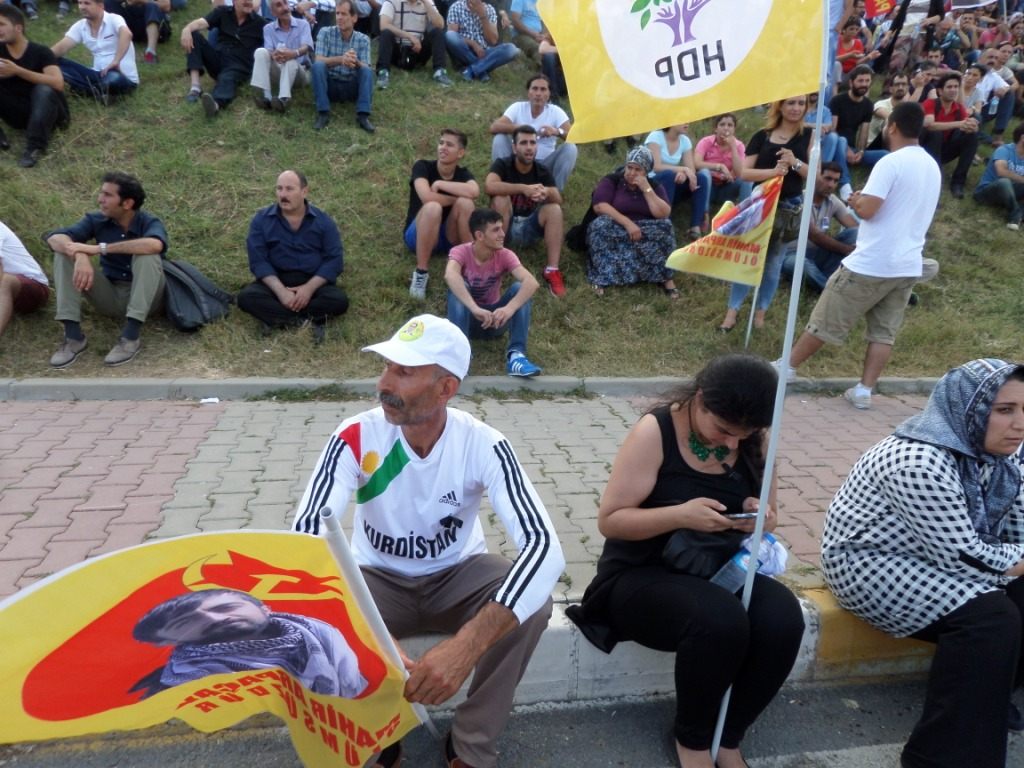
Kundgebungsteilnehmer mit HDP- und sozialistischer Fahne
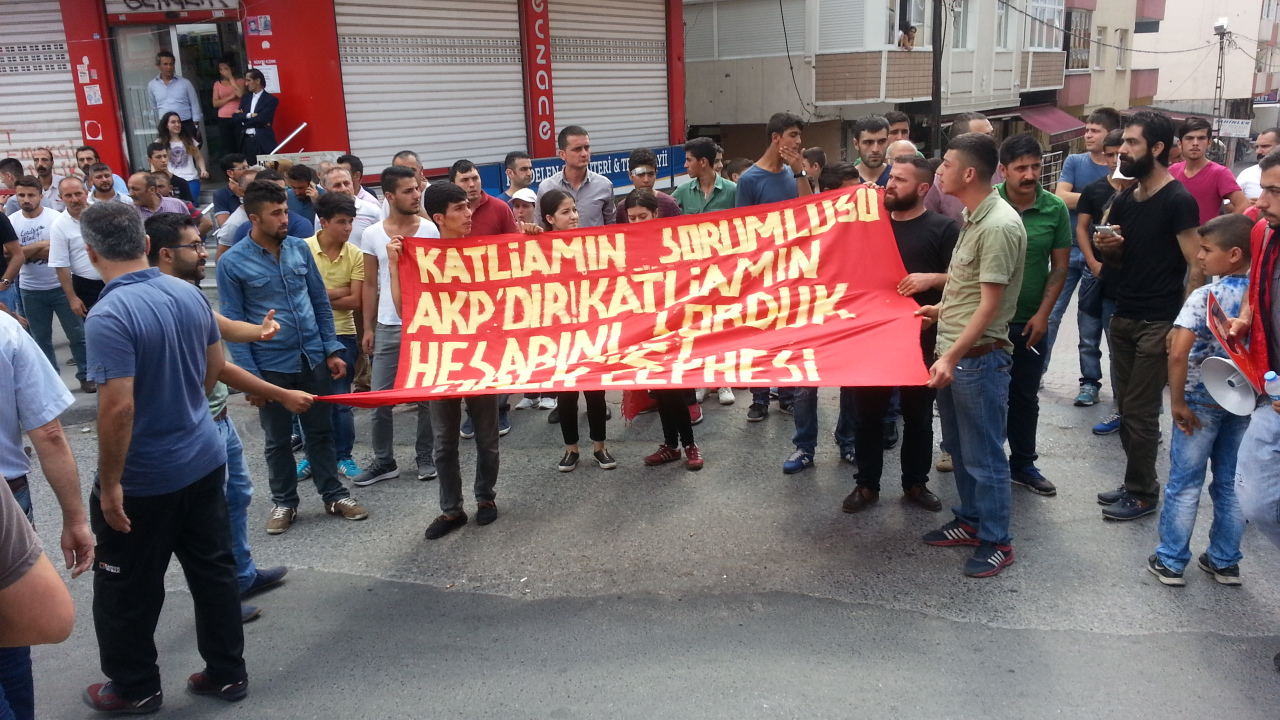
Anti-AKP-Transparent, das in türkischer Sprache die AKP für das Massaker verantwortlich macht
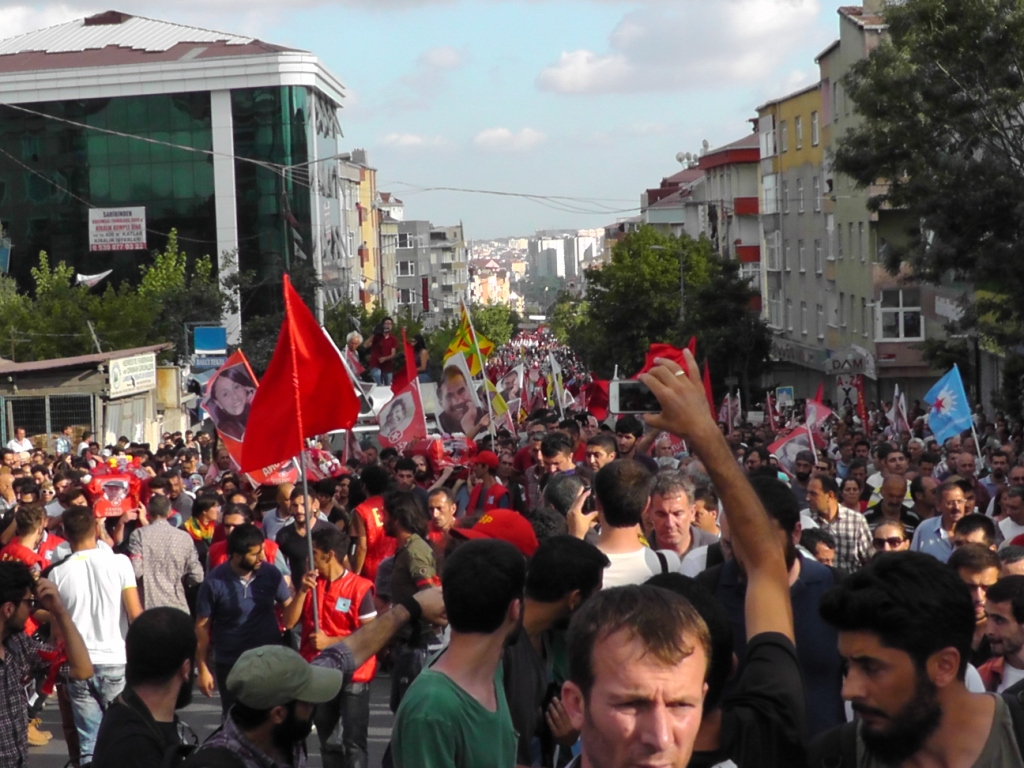
Flaggen mit Porträts von Opfern und Abdullah Öcalan
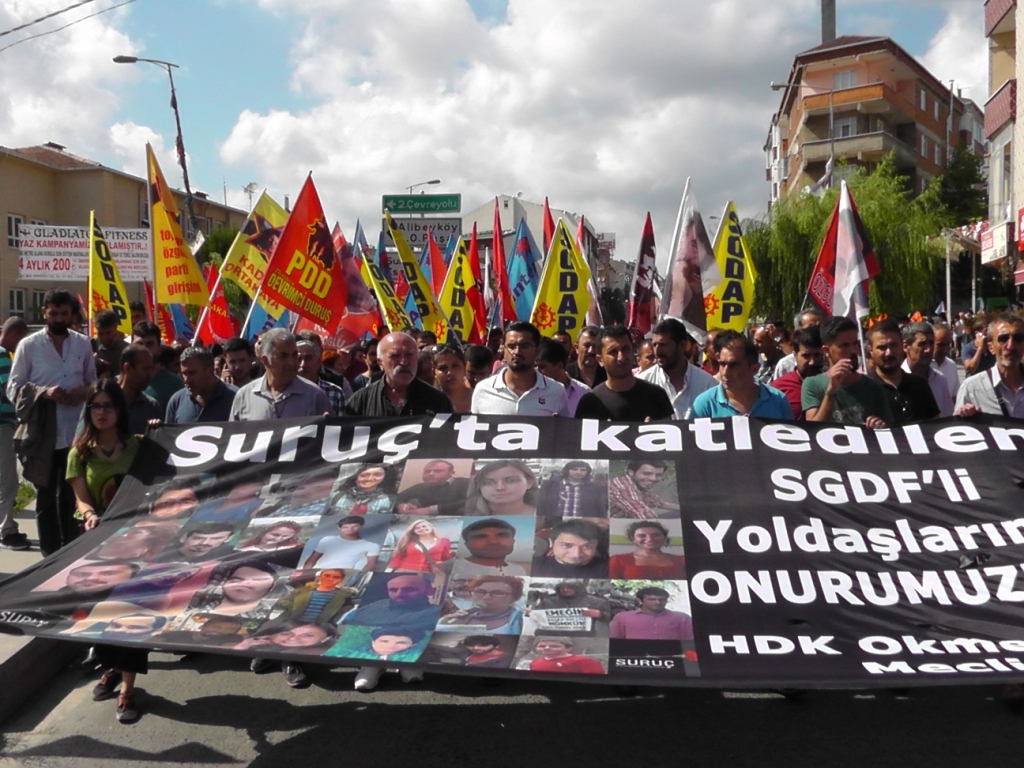
HDK-Transparent und Fahnen der SODAP und PDD
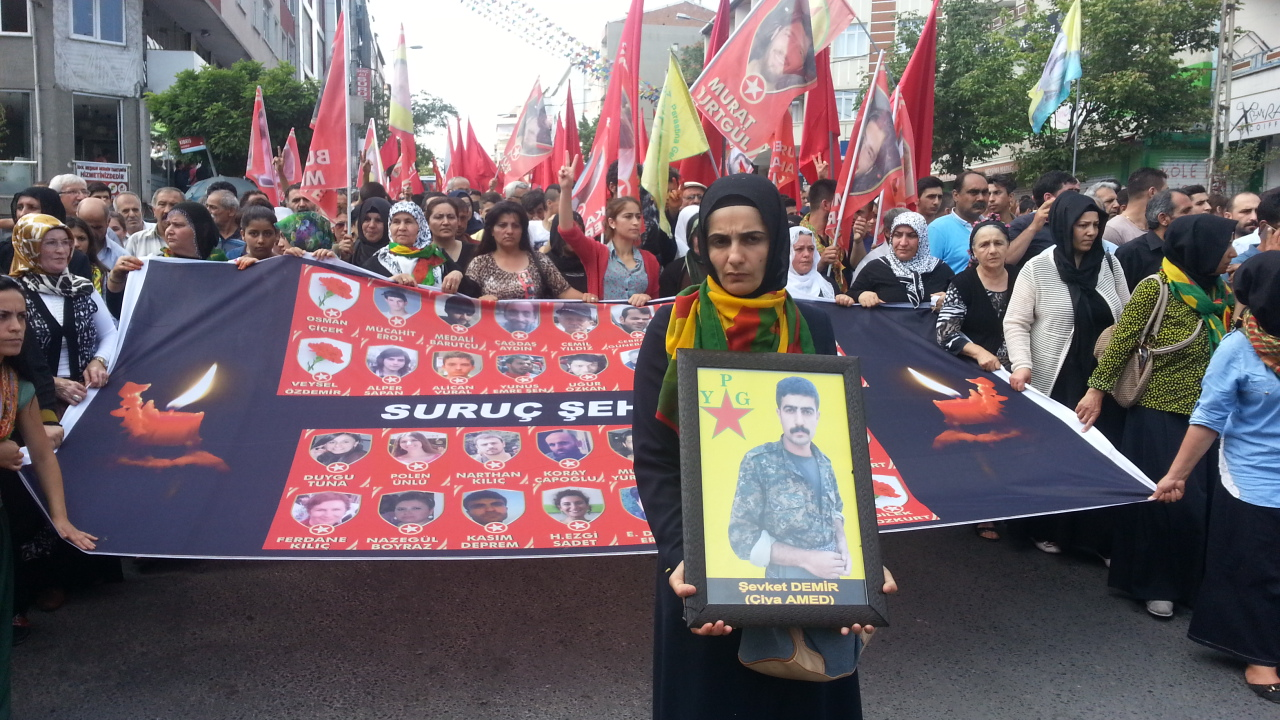
Porträt des YPG-„Märtyrers“ Şevket Demir (Çîya Amed) vor Transparent der „Suruç-Märtyrer“
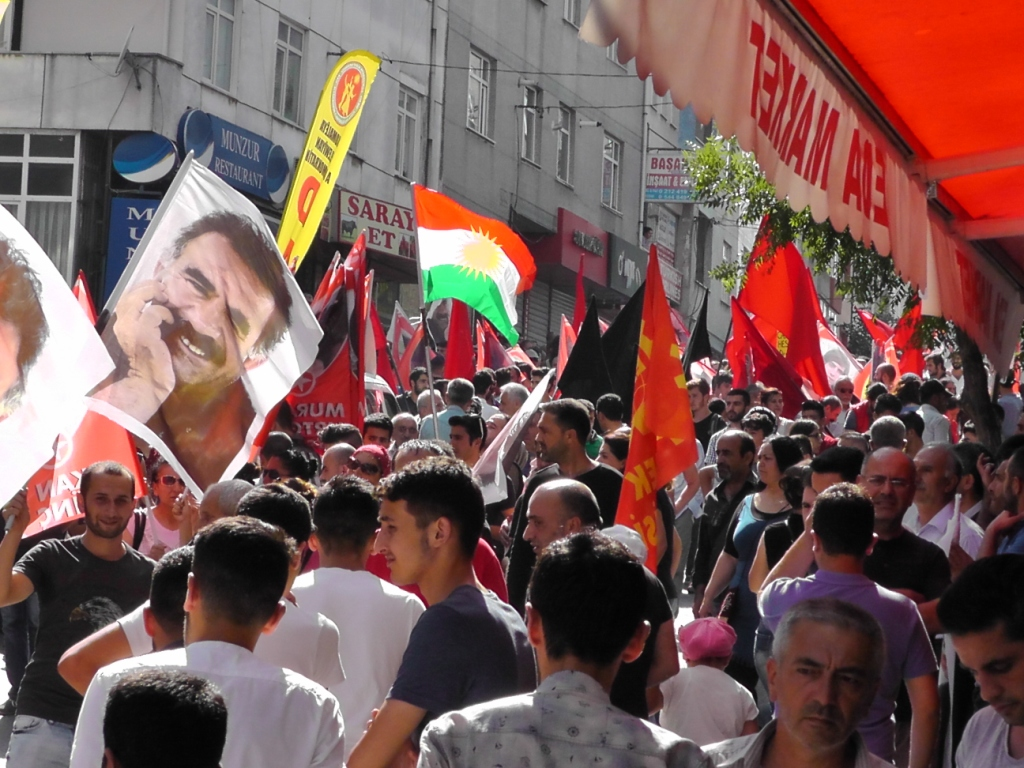
Öcalan-Porträts und Fahnen, darunter die Flagge Kurdistans
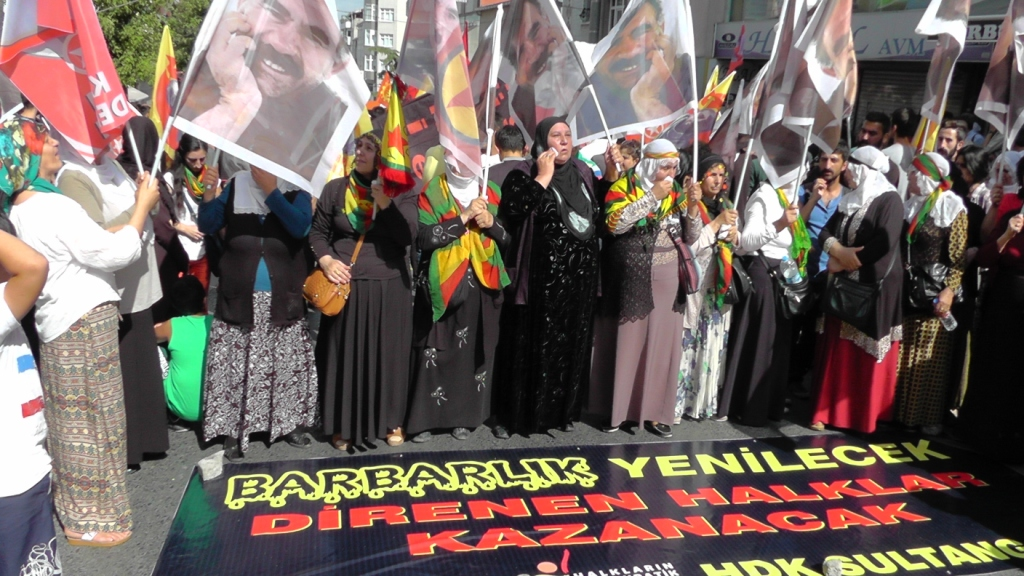
Öcalan-Porträts und HDK-Transparent, das den Sieg gegen die „Barbarei“ beschwört

Eine Barış Bloku („Friedensblock“) genannte NGO-Gruppe rief Medienangaben vom 24. Juli zufolge für den 26. Juli zu einem „Großen Istanbulmarsch“ beim Taksim-Viertel des Istanbuler Bezirks Beyoğlu auf, der nach den Plänen des Organisationskomitees vor dem Gebäude des staatlichen TV-Senders TRT im Tepebaşı-Viertel am Nachmittag beginnen und nach Aksaray führen sollte, um gegen den Anschlag von Suruç zu demonstrieren. Die HDP-Abgeordneten Filiz Kerestecioğlu und Garo Paylan nahmen an der Pressekonferenz über den Marsch ebenso teil wie Samet Mengüç, Vorstandsmitglied der Istanbuler Rechtsanwaltskammer TBB, und Meral Çandır, Mitglied des Minderheitenausschusses des İnsan Hakları Derneği („Menschenrechtsverein“: İHD). Mengüç sagte auf der Pressekonferenz: „Trotz des Leids, das wir ertragen, werden wir unseren Kampf für die Menschen und den Frieden fortsetzen. Das ist das Hauptziel dieses Marsches.“ Kerestecioğlu wies darauf hin, wegen einer Erlaubnis für den Marsch weiterhin mit dem Büro des Gouverneurs in Kontakt zu sein.
Das Büro des Gouverneurs von Istanbul soll nach prokurdischen Medienangaben vom 25. Juli daraufhin erklärt haben, dass der vom Barış Bloku für den 26. Juli organisierte „Große Istanbulmarsch“ in Übereinstimmung mit dem Versammlungs- und Demonstrationsgesetz untersagt wurde, weil die Marschroute nicht in dem für Versammlungen und Demonstrationen ausgewiesenen Gebiet liege. Nachdem der Istanbuler Friedensmarsch am 26. Juli im Distrikt Aksaray von den Behörden untersagt wurde, brachen gewalttätige Proteste in den Straßen Istanbuls aus. Während der Schweigemarsch von Şişhane nach Aksaray verboten worden war, trafen sich Demonstranten des Barış Bloku an der U-Bahn-Station Aksaray zu einer Protestaktion.

### Mutmaßliche PKK-Anschläge
In der 200 Kilometer westlich von Suruç gelegenen türkisch-syrischen Grenzstadt Ceylanpınar wurden am 22. Juli bei einem Mordanschlag, zu dem sich die PKK bekannte, zwei Polizisten getötet. Die PKK gab in einer Interneterklärung des türkischen militärischen Arms der PKK – der Volksverteidigungskräfte (HPG) – vor, es habe sich bei den Tötungen der Polizisten um eine „Strafaktion“ zur „Vergeltung für das Massaker von Suruc“ gehandelt. Die PKK unterstellte in ihrer Mitteilung den getöteten Polizisten eine Zusammenarbeit mit dem IS, führte für diese Behauptung jedoch keine Belege an. Die beiden Polizisten Okan Acar und Feyyaz Yumuşak waren zuvor in einem Haus in Ceylanpınar tot aufgefunden worden. Türkische Medien zitierten den Gouverneur der Provinz Şanlıurfa, İzzettin Küçük, mit den Worten, dass es noch unklar sei, ob es eine „Verbindung zum Terrorismus“ gebe. Beide Polizisten waren demnach durch Kopfschüsse getötet worden. Einer der Polizisten war Medienangaben zufolge im Dezernat für Terrorabwehr, der andere bei der Bereitschaftspolizei (Çevik Kuvvet Şubesi) tätig.
Im späteren Verlauf bezeichnete die PKK den Mord an den beiden Polizisten dann als „nicht abgesprochene Vergeltungsmaßnahme lokaler Kräfte“. Am 29. Juli 2015 gab Demhat Agit, außenpolitischer Sprecher der Koma Civakên Kurdistan (KCK), einer die PKK beinhaltenden Dachorganisation, gegenüber BBC Türkçe an, die PKK sei nicht für die hinrichtungsähnliche Ermordung der beiden türkischen Polizeibeamten, die tot in Ceylanpınar aufgefunden worden waren, verantwortlich. Agit sagte gegenüber BBC wörtlich: „Das sind von der PKK unabhängige Einheiten. Es sind lokale Kräfte, die sich selbst organisieren und nicht zu uns gehören. Wir haben kein Problem damit uns für das verantwortlich zu erklären, was wir getan haben. Wenn eine Aktion von der PKK oder den HPG ausgeführt wird, dann können wir es erklären und nötigenfalls Selbstkritik üben.“ Agit gab weiter an, die PKK sei eine disziplinierte Bewegung, doch sei es nicht möglich, vollständige Kontrolle über die gesamte Gruppe auszuüben. In einer solchen Atmosphäre könne „jede Art von Vorfall stattfinden“.

### Gerichtliches Veröffentlichungsverbot von visuellem Material
Zwei Tage nach dem Anschlag blockierte ein türkisches Gericht der Meldung der staatlichen Nachrichtenagentur Anadolu Ajansı (AA) zufolge den Zugang zum Online-Kurznachrichtendienst Twitter über mehr als zwei Stunden hinweg und ordnete ein Veröffentlichungsverbot für Zeitungen und Fernsehsender an, das die „Publikation von visuellem Material in Bezug auf den Terrorangriff“ betraf. Einem Bericht der Hürriyet zufolge hatte das Gericht angeordnet, dass Twitter 107 Inhalte entfernt. Twitter hatte daraufhin zügig 50 Artikel entfernt, jedoch die Entfernung weiterer 57 nicht in der von dem Gericht auferlegten vierstündigen Frist vorgenommen, was zu der Zensur geführt hatte. Zusätzlich blockierte das Gericht der AA-Meldung zufolge den Internetzugang zu den Bildern. Der Hashtag #TwitterBlockinTurkey trat kurz nach der Sperre in die weltweite Trending-Topics-Liste auf Twitter ein. Nachdem Twitter zwei Stunden nach der Sperre alle Anforderungen des Gerichts erfüllt hatte, wurde die Sperre wieder aufgehoben. Mit den Maßnahmen wollte die Regierung AA zufolge die Verbreitung von Bildern vom Bombenanschlag verhindern und Twitter-Nutzer davon abhalten, zu regierungsfeindlichen Protesten im Zusammenhang mit dem Anschlag aufzurufen. Der Nachrichtenagentur Reuters zufolge war der Grund für das Gerichtsurteil, dass über Twitter keine weiteren Bilder des Selbstmordanschlags in Suruç verbreitet werden sollten. Mehrere Internetprovider waren türkischen Nachrichtenagenturen zufolge der Anordnung zur Twitter-Sperre gefolgt. Die staatliche Telekommunikationsbehörde BTK war nicht involviert. Es waren umgehend Bemühungen im Gange, die Sperre wieder aufzuheben. In der Türkei ist es üblich, dass Gerichte Nachrichtensperren über bestimmte Themen verhängen. Medien war in der Vergangenheit einem Bericht der Hürriyet zufolge die Berichterstattung über mehr als 150 Themen untersagt worden.

### Demonstrationen außerhalb der Türkei
Auch international – unter anderem in Paris, London, Berlin und Hamburg – kam es zu Demonstrationen gegen den Anschlag von Suruç und gegen die türkische Regierung, die teilweise beschuldigt wurde in den Anschlag involviert zu sein.
Bei einer spontan zusammengefundenen zweistündigen Solidaritätsdemonstration mit 1100 Teilnehmern in Berlin-Kreuzberg für die beim Anschlag getöteten Menschen wurden am Abend des 20. Juli sechs Demonstranten kurzzeitig unter dem Vorwurf von Landfriedensbruch, Körperverletzung und versuchter Gefangenenbefreiung festgenommen.

## Politische Reaktionen
Der IS selbst bekannte sich zunächst nicht zu der Tat.
Im Rahmen einer am 28. Juli 2015 in Istanbul gegebenen Pressekonferenz, die von der SGDF, der ESP, der BEKSAV und dem EHB abgehalten wurde, kündigte İlke Başak Baydar, eine der Überlebenden des Anschlags von Suruç, an, gemeinsam mit ihren verbliebenen Kameraden die in Syrien geplante Arbeit der SGDF trotz des Anschlags aufnehmen zu wollen. Sie bezeichnete den Anschlag von Suruç als Beginn des Krieges und sagte: „Wir werden die Stadt wieder aufbauen, ganz gleich, was passiert.“ Çiçek Otlu, Vorsitzende der Istanbuler SGDF-Niederlassung, kündigte an, die SGDF werde ihre zwei Monate zuvor begonnene Kampagne forcieren, um eine breitere öffentliche Aufmerksamkeit zu erreichen. Es gebe jedoch noch keinen Zeitplan, wann die nächste Gruppe nach Ain al-Arab gehen könnte.

### Türkei
- Türkei Der türkische Staatspräsident Recep Tayyip Erdoğan verurteilte die Tat mit scharfen Worten und sagte während eines Besuchs in Nordzypern, der Terrorismus kenne weder eine Religion noch eine ethnische Zugehörigkeit.[4] In einer schriftlichen Mitteilung erklärte er, die Türkei sei gegen „alle Terrororganisationen“. Bezogen auf den IS und dessen Anschlag in Suruç werde die türkische Regierung „jedes verfügbare Mittel einsetzen, die Täter des Terrorangriffs ausfindig zu machen“.[31] Präsidentensprecher İbrahim Kalın wies am 21. Juli 2015 Vorwürfe der Opposition zurück, dass die Regierung zu wenig gegen die Terrormiliz unternehme, und sagte, seit der Aufnahme des IS in die Terrorliste im Oktober 2013 seien 1600 Ausländer mit Verbindungen zur Terrormiliz abgeschoben und gegen mehr als 15.000 Einreiseverbote verhängt worden. Die Behörden hätten zudem mehr als 500 Verdächtige festgenommen und gegen rund Hundert Haftbefehl erlassen.[92]

Der amtierende Ministerpräsident Ahmet Davutoğlu nannte den Anschlag einen Angriff auf den Frieden, die Demokratie und die öffentliche Ordnung der Türkei und kündigte an: „Wir werden die Verantwortlichen für diese Tat zur Rechenschaft ziehen.“ Der türkische Innenminister sprach von einem Angriff auf die Einheit des Landes. In einer Erklärung beschuldigte die türkische Regierung den IS offiziell, den Selbstmordanschlag in Suruç verübt zu haben.
- Mehrere türkische Oppositionspolitiker sahen in dem Anschlag eine Folge der türkischen Syrienpolitik. Ali Haydar Hakverdi, Abgeordneter der größten Oppositionspartei CHP, sagte gegenüber Medien, für die Toten von Suruç sei die AKP-Regierung verantwortlich, die den IS ins Land geholt, dies aber stets geleugnet habe. Ertuğrul Kürkçü, Abgeordneter der HDP, sagte: „Der Krieg, den die AKP-Regierung mit Katar und anderen gegen das Assad-Regime geführt und wofür sie sich der Dschihadisten bedient hat, erreicht jetzt die Türkei“.[16] Die prokurdische HDP rief für das folgende Wochenende zu einer Großdemonstration gegen „IS-Barbarei“ in Istanbul auf,[93] doch wurde die Demonstration vom Gouverneur verboten.[94]

- Die prokurdische HDP, die bei der Parlamentswahl am 7. Juni 2015 mit 13 Prozent überraschend stark abgeschnitten hatte, forderte die Kurden entlang der Grenze zu Syrien in einer Mitteilung auf, die Sicherheit in ihre eigenen Hände zu nehmen.[12][95] Der Co-Vorsitzende der HDP, Selahattin Demirtaş, rief die Provinz- und Bezirkszentralen der HDP auf, „ihre eigene Sicherheitsmaßnahmen zu treffen.“ Dem TV-Sender Med Nûçe gegenüber erklärte er am 20. Juli: „Unsere Leute sind jetzt in der Situation, ihre Sicherheit selbst zu übernehmen.“[95] Die HDP erklärte: „Alle Länder und Regime, von denen ISIL Unterstützung bekamen, sind Partner dieser Barbarei. Die schweigsam bleiben und ihre Stimme nicht gegen ISIL zu erheben wagen, Gouverneure in Ankara, die die HDP alltäglich bedrohen, sind Komplizen dieser Barbarei.“[12][34]

- CHP-Chef Kemal Kılıçdaroğlu erklärte am 20. Juli: „Ich verurteile Terror und diejenigen, die ihn unterstützen.“[95] Der stellvertretende Vorsitzende der CHP, Veli Ağbaba, kündigte an, die CHP werde zum Gedenken an die ermordeten Aktivisten eine Bibliothek und einen Spielplatz in einer kurdischen Stadt errichten. Die CHP forderte in einem am 26. Juli veröffentlichten Bericht eine parlamentarische Kommission einzusetzen, um den Anschlag zu untersuchen, IS-Aktivisten in der Türkei zu lokalisieren und einen umfassenden Plan zur Bekämpfung der Organisation zu erstellen.[90]

### International
- Vereinigte Staaten: Die USA verurteilten den Vorfall als terroristische Attacke und bekräftigten, weiterhin an der Seite der Türkei als „wertvollem NATO-Verbündeten und Partner in der globalen Koalition gegen ISIL“ zur gemeinsamen Zusammenarbeit bei der Begegnung des Terrorismus zu stehen.[96]

- Vereinigtes Königreich: Der britische Botschafter in der Türkei, Richard Moore, teilte über seinen Twitter-Account mit: „Das Vereinigte Königreich steht Schulter an Schulter an der Seite der Türkei in der unmissverständlichen Verurteilung jedweden Terrorismus.“[97]

- Deutschland: Bundesaußenminister Frank-Walter Steinmeier verurteilte die Tat und sagte, der Anschlag in Suruç zeige, „dass wir in unserem Kampf gegen den Terrorismus nicht nachlassen dürfen. Die Türkei ist dabei ein ganz wichtiger Partner“.[98]

- Sevim Dağdelen, Sprecherin der Linken für Internationale Beziehungen, kritisierte auf einer Kundgebung in Berlin am 20. Juli die Politik der türkischen Regierung und sagte: „In Suruc ging heute die Saat des AKP-Regimes auf, das seit Jahren in den IS investiert“. Sie forderte: „Die Bundesregierung muss die Türkei unverzüglich auffordern, den Terrorbanden des IS die Grenze zu Syrien nicht zu öffnen“. Darüber hinaus müsse die Unterstützung des türkischen Staatspräsidenten Erdoğan durch Rüstungsexporte und die Stationierung der deutschen Bundeswehr vor Ort unverzüglich beendet werden.[99]

## Verschwörungstheorien und unbestätigte Spekulationen
Es wurde berichtet, in den dem Anschlag vorangegangenen Tagen habe der türkische Nachrichtendienst MIT vor einem Angriff durch IS-Terroristen gewarnt, die illegal über die Grenze von Syrien in die Türkei kommen. Namentlich seien sieben Verdächtige genannt worden, darunter drei Frauen, von denen Sicherheitsbehörden eine für die Selbstmordattentäterin halten würden.
Auf das gerichtsmedizinisch gestützte Ergebnis, dass ein junger kurdischer Salafist den Sprengsatz gezündet hatte, reagierten verschiedene Seiten mit Verschwörungstheorien.
Von kurdischer Seite – jedoch zunächst nicht von offiziell kurdischer Seite – wurde die türkische Regierung beschuldigt, dass bei der Versammlung im Garten des Kulturzentrums Amara keine Polizisten anwesend gewesen seien. Die Verschwörungstheorie der fehlenden Polizisten legte nahe, dass die Regierung von den Anschlagsplänen gewusst habe. Der kurdische Oppositionsführer Selahattin Demirtaş erklärte, eine mit Präsident Erdoğan verbundene Sondereinheit von Gladio, die einen schmutzigen Krieg führe, habe den Anschlag verübt.
Der stellvertretende türkische Ministerpräsident Bülent Arınç reagierte auf diese Vorwürfe mit der Frage, warum keine Vertreter der HDP und der HDP-dominierten Stadtverwaltung zugegen waren und zu Schaden kamen und fügte hinzu, man werde eine „Antwort auf diese Frage finden“. Die Anspielung auf die fehlenden HDP-Politiker implizierte den verschwörungstheoretischen Vorwurf, dass die HDP im Voraus Kenntnis von dem Anschlag gehabt, aber nichts unternommen habe, um Märtyrer für ihre Zwecke zu produzieren und um – auch im Hinblick auf mögliche baldige Neuwahlen – dem Image der AKP und der türkischen Regierung zu schaden.
Beobachter stellten fest, dass in der Türkei allgemein viele Gerüchte infolge des Anschlags kursierten. So berichtete beispielsweise die regierungsnahe Zeitung Sabah, dass internationale Hintermänner, vor allem aus den USA, hinter dem Anschlag stünden, um die Türkei zu schwächen, die weiterhin am Ziel festhalte, das syrische Regime Assads zu stürzen.
Bei der Trauerfeier für die beiden am 22. Juli in der Grenzstadt Ceylanpınar erschossenen Polizisten sagte der Leiter des Polizeidepartements Şanlıurfa, Eyüp Pınarbaşı, dass eine angebliche terroristische Vereinigung, die vom Staatspräsidenten Erdoğan und der AKP-Regierung seit längerem als „Pro-Fetullah-Terrororganisation“ angesprochen worden war, Gewalttaten im Osten und Südosten der Türkei verübe und ihre Mitglieder als Insider in Polizei- und anderen staatlichen Organisationen arbeiten würden. Pınarbaşıs Äußerungen implizierten eine Kooperation zwischen der HDP und der angeblichen „Pro-Fetullah-Terrororganisation“ in Form parallelstaatlicher Strukturen.
Der Nahostexperte Michael Lüders spekulierte auf die Frage eines MDR-Journalisten, warum der IS einen Anschlag auf türkischem Territorium verübt habe, obwohl die Türkei unter Verdacht gestanden habe, den IS zu begünstigen: „Möglicherweise war der Anschlag eine eigenmächtige lokale Aktion, die nicht mit den IS-Anführern abgestimmt war.“

## Bedeutung und weitere Folgeereignisse

### Einordnung des Anschlags
Der Anschlag in Suruç war der schwerste Anschlag in der Türkei seit dem Autobombenanschlag, der im Mai 2013 in der Grenzstadt Reyhanlı mehr als 50 Tote gefordert hatte. In Zusammenhang mit dem Vorfall sprachen staatliche Vertreter in der Türkei erstmals davon, dass der IS einen Terroranschlag in der Türkei verübt haben könnte. Von wissenschaftlicher Seite wurde die Wahrscheinlichkeit als groß eingeschätzt, dass der Anschlag als Drohung des IS gedeutet werden konnte, dass die Türkei die in den vorangegangenen Wochen erfolgte Festnahme Dutzender mutmaßlicher IS-Extremisten aus dem In- und Ausland nicht fortsetzen solle.
Der Anschlag in Suruç und Gefechte mit IS-Kämpfern lösten Medienangaben zufolge eine militärische Eskalation zwischen der Türkei und den terroristischen Milizen des IS und der PKK aus. Dem Nahost-Experten Michael Lüders zufolge wurde der IS nach dem Anschlag in Suruç als „eigentlicher Feind“ angesehen, weshalb die türkische Regierung die „stillschweigende Zusammenarbeit mit dem IS aufgekündigt“ habe. Mit den gleichzeitigen Angriffen auf die PKK habe die Türkei seitdem „in enger Absprache“ mit der US-Regierung und unter Billigung der NATO einen „Zwei-Fronten-Krieg“ geführt. Nach dem Anschlag von Suruç nahmen türkische Sicherheitskräfte nach Angaben der Behörden im Rahmen von landesweiten „Anti-Terror-Operationen“ in 34 türkischen Provinzen innerhalb weniger Tage 1.050 Verdächtigte fest. Angeblich sollten die meisten der Verdächtigten zum IS, zur PKK und zur linksextremen DHKP/C gehören. Seit dem Anschlag von Suruç eskalierte in der Türkei der Konflikt zwischen dem türkischen Staat und der PKK. Die PKK wies der türkischen Regierung eine Mitschuld für den Anschlag zu, für den die türkische Regierung den IS verantwortlich machte. Die PKK griff daraufhin türkische Polizisten an, woraufhin die türkische Regierung PKK-Stellungen im Nordirak und in der Türkei bombardierte. Der eskalierende Konflikt brachte den Friedensprozess zwischen der türkischen Regierung und der PKK Medienangaben zufolge offenbar vollends zum Erliegen.
Eine dpa-Analyse bezeichnete es als „wahrscheinlichstes“ Motiv des IS für den Anschlag in Suruç, die Spannungen zwischen der türkischen Regierung und den Kurden weiter anzufachen. Beobachter wie der Islamwissenschaftler und Journalist Rainer Hermann kamen zu dem Schluss, dass das Kalkül des IS, durch den Einsatz eines kurdischen Selbstmordattentäters in Suruç die türkische Gesellschaft aus Türken und Kurden zu spalten, aufging. Nach einem Jahrzehnt weitgehender Ruhe wurde die innere Sicherheit in der Türkei sowohl vom IS als auch von der PKK durch terroristische Aktionen bedroht.

### Wandel in der türkischen Syrienpolitik
Beobachter verzeichneten eine Wende der türkischen Syrienpolitik infolge der Anschläge des IS in der Türkei und des Druckes der USA, die in einer veränderten Gewichtung der Bedrohung der inneren Sicherheit durch den IS gegenüber der Bedrohung durch kurdische Militanz bestand. Dabei hatte es sich bei dem Anschlag in Suruç um den vierten Anschlag des IS auf türkischem Boden binnen einiger Monate gehandelt, wenn auch die drei vorigen nach Einschätzung des Türkei-Experten Günter Seufert (SWP) in der europäischen Öffentlichkeit kaum bekannt waren. Bei dem begonnenen Kurswechsel in der Syrienpolitik aufgrund dieser ersten IS-Anschläge revidierte die Türkei insbesondere ihre Politik, militante islamistische Gruppen wie die al-Nusra-Front zu unterstützen. Seufert zufolge hatte der mögliche Kurswechsel zwei Wochen vor dem Anschlag eingesetzt und stand mit dem Ziel der USA in Zusammenhang verhindern zu wollen, dass die Türkei eine Pufferzone auf syrischem Gebiet einrichtet, wie sie es nach den Geländegewinnen der Kurden in der letzten Juniwoche 2015 in Erwägung gezogen hatte. Die kurdischen Milizen im Irak und Syrien waren zuvor durch US-Unterstützung für den Kampf gegen den IS laut einem Bericht des Think Tanks Soufan Group gestärkt worden und hatten mit Hilfe  umfangreicher Waffenlieferungen aus dem Westen sowohl im Irak, als auch in Syrien militärische Erfolge gegen die IS-Miliz erzielt.
Nach dem Anschlag in Suruç trieb die Türkei den Grenzschutz zu Syrien voran. Die Sicherheitsvorkehrungen entlang der 900 Kilometer langen Grenze zu Syrien wurden erhöht. Am 23. Juli kündigte die Regierung die Errichtung einer 150 Kilometer langen und durch Zerlegbarkeit variabel postierbaren Mauer an sowie die Aufstellung von Scheinwerfern auf einer Strecke von 118 Kilometern und die Aushebung eines zusätzlichen, 365 Kilometer langen Grabens. Das Militär teilte mit, rund 90 Prozent aller Aufklärungsflugzeuge und Drohnen verlegt zu haben. 20.000 Soldaten standen im Einsatz. Von türkischer und US-amerikanischer Seite wurde die Schaffung einer „IS-freien Zone“ in Nordsyrien angekündigt, aus der der IS vertrieben werden solle und die nach Angabe des türkischen Präsidenten als „sichere Zone“ die Voraussetzungen für die Rückkehr von 1,7 Millionen syrischen Flüchtlingen aus der Türkei nach Syrien schaffen solle. Späteren Angaben zufolge stritten die USA die Vereinbarung einer solchen Zone ab.

### Bewaffneter Konflikt mit dem IS
Anlässlich des Anschlags von Suruç gestattete die Türkei den USA die Nutzung ihrer Luftwaffenstützpunkte für Angriffe gegen den IS in Syrien und im Nord-Irak und stieg selbst in den offenen bewaffneten Kampf gegen den IS ein. Die Türkei startete Luftangriffe gegen IS-Stellungen in Syrien. Zudem gab es Gefechte mit IS-Kämpfern an der syrisch-türkischen Grenze.
Am 23. Juli wurde Medienberichten zufolge ein türkischer Soldat durch über die türkisch-syrische Grenze abgegebene Gewehrschüsse getötet, wodurch ein als erstes Feuergefecht zwischen der türkischen Armee und Milizen des IS beschriebener Schusswechsel ausgelöst wurde, bei dem türkische Panzer am 23. Juli Stellungen der Dschihadisten in Syrien beschossen. Die Türkei bombardierte daraufhin am 24. Juli 2015 – erstmals seit dem Erstarken der IS-Miliz im Sommer 2014 – IS-Ziele in Syrien und nahm landesweit rund 300 Festnahmen mutmaßlicher Mitglieder des IS, der PKK und anderer militanter Gruppierungen wie der DHKP-C vor. Medien werteten den offenen Konflikt der türkischen Führung mit dem IS und die Luftangriffe auf den IS als Folge des Anschlags in Suruç. Auch der Nahost-Experte Michael Lüders bezeichnete den Anschlag in Suruç in einem n-tv-Interview als den „entscheidenden Grund“ und als „Weckruf“ für die Kehrtwende der türkischen Politik gegenüber dem IS. Der türkische Ministerpräsident Davutoğlu verkündete am 24. Juli 2015, die Türkei werde die Operationen gegen die Dschihadisten des IS und kurdische Milizen fortsetzen. Er erklärte, es stehe nicht zur Debatte, dass die Türkei Kriegspartei im Krieg in Syrien werde, doch werde die türkische Regierung „alle Maßnahmen zum Schutz ihrer Grenzen“ ergreifen. Erstmals erlaubte die Türkei auch Medienangaben vom 24. Juli 2015 zufolge dem US-amerikanischen Militär, den strategisch wichtigen Luftwaffenstützpunkt İncirlik für Luftangriffe auf die IS-Miliz zu nutzen, Fachleute in US-amerikanischen Think Tanks begrüßten den Kurswechsel der türkischen Regierung als „Game-Changer“ und somit als möglicherweise entscheidender Wendepunkt im Kampf gegen den IS. In den Medien wurde spekuliert, dass diese Entscheidung mit dem Anschlag in Suruç zusammenhängen könnte.

### Bewaffneter Konflikt und Beendigung des Friedensprozesses mit der PKK

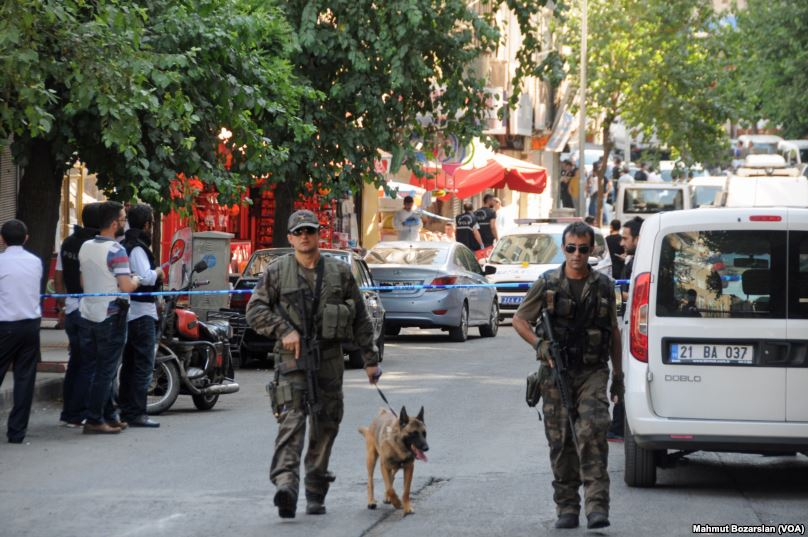
Türkische Sicherheitskräfte am Tatort in Diyarbakır, nachdem dort ein Polizist getötet wurde (23. Juli 2015).

Vor dem Hintergrund des Anschlags in Suruç verschärften sich die Spannungen zwischen der türkischen Regierung und der PKK. Die PKK, die schon vor dem Anschlag ihren Waffenstillstand teilweise aufgekündigt hatte, rief als Reaktion auf den Anschlag von Suruç die kurdische Bevölkerung zum Aufstand auf. In einem Gefecht zwischen PKK-Kämpfern und der türkischen Armee war bereits am 20. Juli in der Osttürkei ein Soldat getötet worden. Am 22. Juli wurden bei einem Mordanschlag, zu dem sich zunächst die HPG als militärischer Arm der PKK bekannte, an der türkisch-syrischen Grenze zwei Polizisten getötet. Am 23. Juli wurde ein türkischer Polizist in einer Hochburg der PKK in Diyarbakır mit zunächst unbekanntem Hintergrund erschossen. Damit drohte der kurdisch-türkische Konflikt mit der PKK Medienangaben zufolge erneut zu eskalieren. Medienangaben zufolge beendete der Anschlag von Suruç die Hoffnungen für einen stabilen Frieden zwischen der Türkei und der PKK, wie er mit dem 2012 eingeleiteten Friedensprozess in Aussicht gestanden hatte. Der Anschlag von Suruç löste die Eskalation des Konflikts mit der PKK aus, bei der einer Nachrichtenagenturzählung zufolge innerhalb der ersten beiden Wochen nach dem Anschlag von Suruç rund 20 türkische Sicherheitskräfte getötet wurden. Die PKK verübte während der auf den Anschlag von Suruç folgenden Krise fast täglich Anschläge gegen Polizisten und Soldaten in der Türkei, während die Türkei täglich Luftangriffe gegen PKK-Stellungen im Nordirak und in der Türkei durchführte.
In Reaktion auf den Anschlag in Suruç und auf die Anschläge der PKK begann die Türkei neben Luftangriffen auf IS-Stellungen auch mit der Bombardierung von PKK-Stellungen im Nordirak. Am 25. Juli 2015 berichtete dpa von einer wachsenden Sorge unter politisch gemäßigten Kurden in der Türkei, die für einen türkisch-kurdischen Friedensprozess seien, einschließlich der HDP, durch die vorangegangenen Ereignisse isoliert zu werden. Am gleichen Tag kündigte die PKK den Waffenstillstand mit dem türkischen Staat auf. Medienberichten zufolge galt damit der sehr weit gediehene Friedensprozess zwischen dem türkischen Staat und der PKK als gescheitert. Die US-Regierung wertete die Angriffe der Türkei auf die PKK als legitim und gestand der Türkei das Recht zu, sich gegen Terrorangriffe zu verteidigen. Der Sprecher von US-Außenminister John Kerry verteidigte das gleichzeitige Vorgehen der Türkei gegen den IS und die PKK und sagte: „Die Türkei wurde von PKK-Terroristen angegriffen. Sie hat das Recht, sich gegen diese Angriffe zu verteidigen. Es war ein Vergeltungsschlag gegen die jüngsten PKK-Angriffe.“ Auf einer von der türkischen Regierung beantragten Sondersitzung der NATO-Mitgliedsstaaten betonte die NATO ihre verlässliche Solidarität mit dem NATO-Partner Türkei im „Kampf gegen den Terrorismus“ und der türkische Präsident Erdoğan erklärte den bereits kurz zuvor von der PKK aufgekündigten Friedensprozess zwischen der türkischen Regierung und der PKK für vorerst beendet. Als Begründung gab er an, eine Fortsetzung zur Lösungsprozesses sei nicht möglich, weil die PKK die nationale Einheit der Türkei bedrohe. Die USA bezogen daraufhin klar Stellung zum türkischen Vorgehen und stuften die türkischen Luftangriffe auf die PKK als einen eindeutigen Akt der Selbstverteidigung gegenüber der PKK ein, die Anschläge auf türkische Polizisten verübt habe und der Aggressor sei. Die US-Regierung hatte in den vorangegangenen Tagen mehrfach betont, die PKK als Terrororganisation zu betrachten.
In den Medien wurde angesichts der militärischen Eskalation zwischen der Türkei mit dem IS und der PKK auch die Frage aufgeworfen, welcher Stellenwert den YPG als Schwesterorganisation der in Deutschland und den USA einheitlich als terroristische Organisation eingestuften PKK beigemessen werde, denen beim Kampf gegen den IS in Nordsyrien eine besondere Bedeutung zugeschrieben wurde. Der Nahost-Experte Guido Steinberg (SWP) wertete das militärische Vorgehen der Türkei als „eine strategische Entscheidung“ der türkischen Führung. Er meldete Zweifel an der Nachhaltigkeit des von der türkischen Führung angekündigten Kampfes gegen den IS in Syrien an und plädierte gleichzeitig dafür, die Türkei bei ihrem Kurs zu unterstützen, statt sie wegen der Kurdenfrage unter Druck zu setzen.